# Секара
Секара (рум. Secara) — село у повіті Телеорман в Румунії. Входить до складу комуни Крингу.
Село розташоване на відстані 104 км на південний захід від Бухареста, 24 км на південний захід від Александрії, 115 км на південний схід від Крайови.

## Населення
За даними перепису населення 2002 року у селі проживали 533 особи. Рідною мовою 532 особи (99,8%) назвали румунську.
Національний склад населення села:
| Національність | Кількість осіб | Відсоток |
| -------------- | -------------- | -------- |
| румуни         | 519            | 97,4%    |
| цигани         | 12             | 2,3%     |